# سن-پیر-دو- بروتون، کبک
سن-پیر-دو- بروتون (به فرانسوی: Saint-Pierre-de-Broughton) شهری در منطقه شهری له آپالاش ناحیه شودییر-آپالاش در استان کبک کانادا است. در سرشماری سال ۲۰۱۱ این شهر ۸۳۸ نفر جمعیت داشته‌است و مساحت آن ۱۴۷٫۴۶ کیلومتر مربع است.